# Walensee
A Walensee (magyarul Wallenstadti-tóként is ismert) Kelet-Svájcban, St. Gallen és Glarus kantonokban található tó.
Neve jelentése: a welsch-ek tava. A kora középkorban a Walensee képezte a nyugati területen letelepedett allamanok és a keleten élő rétorománok (a welschek) közötti nyelvi határt.

## Fekvése
Tengerszintfeletti magassága 419 m, hossza 15 km, területe 24 km². Legmélyebb pontja 151 m mélységben található. Egy völgyben fekszik mindkét oldalról 1000 m magas meredek hegyfalakkal körülvéve, ami miatt a víz hőmérséklete egy pár fokkal mindig hidegebb, mint a szomszédos tavaké, nyáron is csak ritkán emelkedik 20°C fölé.
Fő forrása eredetileg a Seez folyó volt, de az 1807 és 1811 közötti Linth-szabályozás óta a Linth folyó a fő forrása az Escher-csatornán keresztül. A Linth korábban egyáltalán nem érintette a Walenseet: Glarnerland területéről egyenesen a Zürichi-tó irányába folyt. A Linth folyót és a Walenseet a Maag folyó (Ziegelbrückénél egyesül a Linth-tel) segítségével sikerült összekötni. A Linth szabályozása miatt a víz magassága 5.5 métert csökkent; áradás esetén a tó vízszintje az eredeti állapot magasságával megegyező.

## Települések
Települések a Walensee partján: Walenstadt, Mols, Unterterzen, Murg, Mühlehorn, és Weesen, valamint az északi partján a Betlis és Quinten nevű falvak. Turisták körében nagyon népszerű az "autómentes" Quinten, ami csak hajóval vagy több órás túrával érhető el. Az északi irányból érkező hideg szélnek semmi esélye lehűteni a település mediterrán jellegű klímáját, mivel az északi parton emelkedő Churfirsten meredek sziklafala felfogja azt. A különleges éghajlat hatására füge, kivi és más mediterrán jellegű növények is megteremnek. Az északi oldalon, magasan a tó fölött található még a teraszra épült Amden. Déli partján találhatjuk Flumserberg és Kerenzerberg téli és nyári turista régióit.

## Közlekedés
Közlekedés szempontjából a Walensee és közvetlen környéke sík terület hiánya miatt már a középkorban nagy kihívást jelentett. Vasút és autópálya galériákon és alagutakon keresztül halad a tó mellett. A Walensee-út megépüléséig a Linth-síkság és Walenstadt közötti távot szárazföldön csak Kerenzerbergen keresztül, Mollis és Quarten között lehetett megtenni. Ezért az áruszállítás Zürich és Chur között sokáig vízi úton hajóval történt. A Linth-csatorna megépülésével Walenstadt és Zürich  között közvetlen áruszállításra is lehetőség van.
1974-ben készült el a Linth-síkon a négysávos A3 autópálya. Weesen és Mühlehorn között kétsávos gyorsforgalmi út, a Walenseestrasse lesz belőle.